# Greg Yaitanes
 (juin 2013).
Si vous disposez d'ouvrages ou d'articles de référence ou si vous connaissez des sites web de qualité traitant du thème abordé ici, merci de compléter l'article en donnant les références utiles à sa vérifiabilité et en les liant à la section « Notes et références ».
Greg Yaitanes (né le 18 juin 1970 à Wellesley (Massachusetts) est un réalisateur et producteur de films et de séries télévisées.
Il est connu pour son travail sur la série télévisée Dr House, grâce à laquelle il a remporté le Primetime Emmy Award de la meilleure réalisation pour une série télévisée dramatique en 2008.

## Biographie
Greg Yaitanes est né et a grandi à Wellesley (Massachusetts). À 18 ans, il part pour Los Angeles et intègre la section cinéma de l'université de Californie du Sud. Yaitanes parvient à rencontrer le producteur Joel Silver, qu'il attendra 7 heures pour un entretien de dix minutes. Le travail de Yaitanes plaît au producteur qui prend la décision de l'embaucher.
Yaitanes est aussi connu pour avoir investi dans plusieurs start-up ayant connu un grand succès, notamment Twitter, Square, Pinterest et Foursquare, dont il est l'un des tout premiers investisseurs providentiels,.
Il a épousé la rédactrice de télévision Genna Yaitanes.

## Filmographie
Sauf indication contraire, les informations mentionnées dans cette section peuvent être confirmées par la base de données cinématographiques IMDb,  présente dans la section « Liens externes ».

### Réalisateur

#### Cinéma
- 1993 : Rorschach ;
- 1997 : Double Frappe (Double Tap) ;
- 2001 : Plan B.

#### Télévision
Séries télévisées
- 1997-1998 : Spécial O.P.S. Force
- 1998 : Players, les maîtres du jeu
- 1998 à 2002 : V.I.P.
- 1999 : Le flic de Shanghai
- 2000 : Cleopatra 2525
- 2000 : Nash Bridges
- 2001 : Invisible Man
- 2001 à 2002 : On the Road Again
- 2002 : America's Most Wanted: America Fights Back
- 2002 à 2005 : Les Experts : Miami (CSI Miami)
- 2003 : Black Sash
- 2003 : Children of Dune
- 2003 : Fastlane
- 2003 à 2004 : Cold Case : Affaires classées
- 2003 à 2004 : Las Vegas
- 2003 à 2004 : Skin
- 2004 : Touching Evil
- 2004 à 2009 : Lost : Les Disparus (Lost)
- 2004 à 2012 : Dr House
- 2005 : Alias
- 2005 : Empire
- 2005 : Les Experts : Manhattan (CSI: NY)
- 2005 : Line of Fire
- 2005 : Nip/Tuck
- 2005 : Over There
- 2005 : The Closer : L.A. enquêtes prioritaires (The Closer)
- 2005 et 2006 : Bones
- 2006 : Commander in Chief
- 2006 à 2008 : Prison Break
- 2007 : Drive
- 2007 : Grey's Anatomy
- 2007 : Women's Murder Club
- 2007 à 2009 : Damages
- 2007 à 2009 : Heroes
- 2010 : Nurse Jeffrey: Bitch Tapes
- 2013 : Ray Donovan
- 2013 et 2014 : Banshee Origins
- 2013 à 2015 : Banshee
- 2016 : Quarry
- 2017-2020 : Manhunt: Unabomber
- 2017 : Micronesian Blues
- 2017 : Red Mars
- 2017 : Underground
- 2019 : The Twilight Zone : La Quatrième Dimension (saison 1, épisode 2)
- 2022- : House of the Dragon
- 2024- : Présumé innocent (Presumed Innocent)

Téléfilms
- 2003 : Hotel
- 2006 : Southern Comfort

### Producteur

#### Cinéma
- 1993 : Rorschach.

#### Télévision
Séries télévisées
- 2007 : Drive ;
- 2013 : Banshee Origins: Checking In ;
- 2013 : Banshee Origins: Passed Over ;
- 2013 : Banshee Origins: Sugar's Release ;
- 2013 : Banshee Origins: The Forge ;
- 2013 : Banshee Origins: The Real Lucas Hood ;
- 2013-2014 : Banshee Origins ;
- 2013-2015 : Banshee ;
- 2016 : Quarry ;
- 2017 : Manhunt: Unabomber ;
- 2017 : Micronesian Blues ;
- 2017 : Red Mars.